# Švýcarská ženská hokejová reprezentace
Švýcarská ženská hokejová reprezentace je výběrem nejlepších hráček ledního hokeje ze Švýcarska. Od roku 1990 se účastní mistrovství světa žen. Nejlepší výsledek z tohoto šampionátu pochází z roku 2012, kdy švýcarská ženská hokejová reprezentace vybojovala bronz. Má též 3 účasti na zimních olympijských hrách, kde v roce 2014 vybojovala bronz.

## Mezinárodní soutěže

### Olympijské hry
Švýcarsko startovalo na třech ženských turnajích v ledním hokeji na zimních olympijských hrách, z čehož jedenkrát získalo medaili. Jednou bylo vyřazeno v kvalifikaci.
| ZOH                | Místo konání                | M                | U  | Q  |
| ------------------ | --------------------------- | ---------------- | -- | -- |
| 2002 (kvalifikace) | Švýcarsko (Engelberg)       | —                | 9. | 3. |
| 2006               | Itálie (Turín)              | —                | 7. | —  |
| 2010               | Kanada (Vancouver)          | —                | 5. | —  |
| 2014               | Rusko (Soči)                | Bronzová medaile | 3. | —  |
| 2018               | Jižní Korea (Pchjongčchang) |                  | 5. |    |

### Mistrovství světa
Na mistrovství světa startuje Švýcarsko od roku 1990. Hraje v převážně v elitní skupině.
| MS   | Místo konání                             | M                | U   | D | UD |
| ---- | ---------------------------------------- | ---------------- | --- | - | -- |
| 1990 | Kanada (Ottawa)                          | —                | 5.  | A | —  |
| 1992 | Finsko (Tampere)                         | —                | 8.  | A | —  |
| 1994 | USA (Lake Placid)                        | —                | 7.  | A | —  |
| 1997 | Kanada (různá města v provincii Ontario) | —                | 7.  | A | —  |
| 1999 | Finsko (Espoo)                           | —                | 8.  | A | —  |
| 2000 | Lotyšsko (Liepāja, Riga)                 | —                | 10. | B | 2. |
| 2001 | Francie (Briançon)                       | —                | 9.  | B | 1. |
| 2004 | Kanada (Halifax, Dartmouth)              | —                | 8.  | A | —  |
| 2005 | Švýcarsko (Romanshorn)                   | —                | 9.  | B | 1. |
| 2007 | Kanada (Winnipeg, Selkirk)               | —                | 5.  | A | —  |
| 2008 | Čína (Charbin)                           | —                | 4.  | A | —  |
| 2009 | Finsko (Hämeenlinna)                     | —                | 7.  | A | —  |
| 2011 | Švýcarsko (Curych, Winterthur)           | —                | 6.  | A | —  |
| 2012 | USA (Burlington)                         | Bronzová medaile | 3.  | A | —  |
| 2013 | Kanada (Ottawa)                          | —                | 6.  | A | —  |
| 2015 | Švédsko (Malmö)                          | —                | 6.  | A | —  |
| 2016 | Kanada (Kamloops)                        | —                | 7.  | A | —  |
| 2017 | USA (Plymouth)                           | —                | 7.  | A | —  |
| 2022 | Dánsko (Herning, Frederikshavn)          | —                | 4.  | A | —  |
| 2023 | Kanada (Brampton)                        | —                | 4.  | A |    |

### Mistrovství Evropy
Švýcarsko startovalo na všech pěti ročnících mistrovství Evropy a kromě roku 1995, kdy vybojovalo bronzové medaile, skončilo vždy na pátém místě.
| MS   | Místo konání                            | M                | U  |
| ---- | --------------------------------------- | ---------------- | -- |
| 1989 | Západní Německo (Ratingen, Düsseldorf)  | —                | 5. |
| 1991 | Československo (Havířov, Frýdek-Místek) | —                | 5. |
| 1993 | Dánsko (Esbjerg)                        | —                | 5. |
| 1995 | Lotyšsko (Riga)                         | Bronzová medaile | 3. |
| 1996 | Rusko (Jaroslavl)                       | —                | 5. |